# Smells Like Teen Spirit
（参考译名《彷彿青春氣息》、《彷彿年輕朝氣》等）是一首美國搖滾樂團超脫樂團的歌曲，收錄在樂團的第二張專輯《從不介意》(Nevermind)中的主打單曲，由DGC唱片發行。歌曲由科特·柯本、克里斯特·諾弗賽立克和戴夫·格羅爾共同譜寫，布奇·維格製作。也是超脫樂團最熱門的單曲，在Billboard Hot 100上排名第六，並在1991年和1992年在世界各地的音樂排行榜上名列前茅。意外成功的推動《從不介意》專輯在1992年開始時位居排行榜榜首，這個熱潮經常被標記為垃圾搖滾進入主流音樂的開始，
這首歌被稱為X世代“冷漠的孩子們的歌”。

## 创作与录制
〈Smells Like Teen Spirit〉是涅槃乐队与制作人布奇·維格继1990年合作以来最先创作的歌曲之一。 主唱和吉他手科特·柯本在开始录制他们第二张录音室专辑《從不介意》的几周前开始创作这首歌曲。他表示在创作这首歌曲时，他模仿了自己一直仰慕的小妖精乐队的风格：
我那时候在试着写一首顶级的流行歌曲。不得不承认我基本上是在模仿小妖精乐队。当我第一次听到小妖精乐队的音乐时，我和这个乐队产生了深深的共鸣，我觉得我就应该在那个乐队里——或者至少在一个小妖精乐队的翻唱乐队里。我们借鉴了他们（音乐）的动态变化，从柔和安静，然后变得激烈刚硬。
柯本把歌曲展示给乐队成员时的版本只有主吉他重复段和副歌部分的人声旋律。柯本认为，吉他重复段比较老套，就像波士頓樂團或理查德·贝里的歌曲〈Louie Louie〉一般。贝斯手克里斯特·諾弗賽立克也觉得这样很荒唐；之后，柯本让乐队把歌曲演奏了一个半小时。最后，諾弗賽立克开始将歌曲演奏得慢一些，这启发了鼓手戴夫·格羅爾创作出歌曲的鼓点。鼓点受到迪斯科乐队差距乐队的启发。因此，这是《從不介意》中唯一一首乐队三人都署名创作的歌曲。
歌曲的标题取自柯本的朋友，暴女运动乐队比基尼杀戮的歌手凯瑟琳·汉娜在柯本墙上写的一句标语“Kurt smells like Teen Spirit”。汉娜的意思是，柯本闻起来就像一种除臭剂Teen Spirit。她和柯本的时任女友托比·韦尔在去买吃的的路上发现了这个除臭剂。科本表示他在单曲发行几周后才发现“Teen Spirit”指的是除臭剂，但因为他们最近一直在讨论无政府主义和朋克搖滾，因此柯本一直把“Teen Spirit”解释成一种革命式的标语。
在专辑录制前，乐队将歌曲的样本交给維格。尽管歌曲因为乐队演奏的声音太大而有所失真，但維格认为歌曲有望成功。1991年5月，維格和乐队在加利福尼亚州洛杉矶的Sound City录音室录制了歌曲。Vig提出要改变歌曲的编曲，将将吉他即兴演奏移到副歌部分，并缩短副歌。乐队用了三次录制完成了基础音轨，并采用了第二次的录音。维格纠正了柯本在切换吉他效果器时产生的一些时间误差。柯本只录了三次人声；根据维格的说法，“我能让科特录四次就已经很幸运了”。

## 音乐
〈Smells Like Teen Spirit〉是一首油漬搖滾和另类摇滚歌曲。以F小調的原调录制，其和弦进程为F5 -B♭-A♭5 -D♭。歌曲主要吉他即兴演奏由四个强力和弦组成，由柯本以切分的十六分音符扫弦演奏。吉他和弦进行了双轨录制，以创造出“更强劲”的音效。由于柯本弹奏了吉他的底部四根弦以增强音效的厚度，这些和弦偶尔会变成掛留和弦。和弦与波士頓樂團1976年的热门歌曲〈More Than a Feeling〉相似但不完全相同。在主歌部分，柯本使用了Small Clone音效踏板来增加合声效果。
〈Smells Like Teen Spirit〉采用了一种“相对常规的形式结构”，包括由四小节、八小节和十二小节组成的部分，其中包括八小节的主歌、八小节的前副歌和十二小节的副歌。音乐学家格兰厄姆·唐斯（Graeme Downes，Verlaines乐队的主唱）表示，〈Smells Like Teen Spirit〉展现了發展變奏的技巧.。该结构的元素以音量和动态变化为标志，乐曲多次从安静转为嘈杂。这种“安静的主歌，伴随颤动的合唱吉他，然后是大声、受硬核音乐启发的副歌”的结构，成为了另类摇滚的模板。
在主歌部分，乐队保持与副歌相同的和弦进程。柯本在诺弗赛立克的根音八分音符贝斯线上演奏一个两音符的吉他旋律，勾勒出和弦进程。接近副歌时，柯本开始在每个节拍上演奏相同的两个音符，并反复唱着“Hello”。在第一和第二段副歌之后，柯本唱着“Yay”的同时，在吉他上做出一致的弯音动作。在第二个副歌之后，柯本演奏了一段16小节的吉他独奏，重述了主歌和前副歌中的人声旋律。在结束的重复段落中，柯本不断喊唱着“A denial”；他的嗓音因大声吼叫而变得紧绷起来。

## 形式与曲目列表
所有的作词都由科特·柯本完成；所有的作曲涅槃乐队完成
美国7英寸黑胶单曲（DGCS7-19050）
1. "Smells Like Teen Spirit" – 4:38
2. "Even in His Youth" – 3:03

美国/澳大利亚/澳大利西亚卡带单曲（DGCCS-19050）
1. "Smells Like Teen Spirit" – 4:38
2. "Even in His Youth" – 3:03

美国与澳大利亚CD单曲 （DGCDS-21673）
1. "Smells Like Teen Spirit" – 4:38
2. "Even in His Youth" – 3:03
3. "Aneurysm（英语：Aneurysm (song)）" – 4:47

英国7英寸黑胶单曲 （DGCS 5）
1. "Smells Like Teen Spirit" – 4:38
2. "Drain You" – 3:43

英国12英寸黑胶单曲 （DGCT 5）
1. "Smells Like Teen Spirit" – 5:00 (LP Version)
2. "Drain You" – 3:43
3. "Even in His Youth" – 3:03

英国12英寸图案黑胶单曲 （DGCTP 5）
1. "Smells Like Teen Spirit" – 5:00 (LP Version)
2. "Drain You" – 3:43
3. "Aneurysm" – 4:47

英国CD单曲 （DGCTD 5）
1. "Smells Like Teen Spirit" – 4:38
2. "Drain You" – 3:43
3. "Even in His Youth" – 3:03
4. "Aneurysm" – 4:47

## 外部連結
- Smells Like Teen Spirit 歌曲資訊（页面存档备份，存于）
- 沙龍文章：Smells Like Teen Spirit 的文化影響
- MusicBrainz上的Smells Like Teen Spirit
- YouTube上的"Smells Like Teen Spirit" 官方音樂錄影帶